# Nevermore (Queen)
Nevermore is een lied van de Britse rockgroep Queen en het achtste nummer van het album Queen II, geschreven door zanger Freddie Mercury. Het nummer beschrijft de gevoelens na een gebroken hart. Queen speelde dit nummer nooit live.
Het vorige nummer op het album, "The Fairy Feller's Master-Stroke", eindigt met een driedelige vocale harmonie van Mercury, gitarist Brian May en drummer Roger Taylor en gaat over in het begin van de piano in "Nevermore". Mercury speelt alle pianodelen en ook alle zang is door hem opgenomen. Sommige liefhebbers beschouwen dit nummer als voorloper van het nummer "Love of My Life" van het album A Night at the Opera.